# Alina Lipp
Alina Lipp, née le 17 septembre 1993 à Hambourg, est une ancienne militante écologiste et politique allemande, devenue correspondante de guerre dans le Donbass et propagandiste pro-Kremlin. 

## Biographie
Alina Lipp naît le 17 septembre 1993 à Hambourg, d'une mère allemande et d'un père russe, qui se sont rencontrés après la chute du mur de Berlin. Selon le site ukrainien Myrotvorets, son père appartient au Service des renseignements extérieurs de la fédération de Russie (SVR) et a déménagé en Crimée après avoir vécu en Allemagne. Dans sa jeunesse, elle étudie les sciences environnementales à Lunebourg, avant de se rendre quelque temps dans une université en Russie, pour apprendre le russe. Revenue en Allemagne, elle commence à militer au sein du parti Alliance 90/Les Verts de Hanovre dont elle devient une membre active et entame des études sur la protection de l'environnement à l'université de Hildesheim. 
En 2014, lors du mouvement Euromaïdan, elle entre en conflit avec la doctrine du parti et décide de s'en éloigner. Elle en serait restée officiellement membre jusqu'au 31 décembre 2020, selon le magazine Focus. La même année, durant la pandémie de Covid-19, elle milite contre les réglementations sanitaires, comparant le pays à un « camp de concentration ». Elle s'affiche aux côtés de Robert Kennedy Jr., homme politique américain connu pour son opposition à la vaccination. vers la même période, elle fonde avec Sergueï Filbert, autre créateur de contenu pro-Kremlin, la chaîne Droujba FM.  
En 2021, elle part vivre en Russie, puis s'installe dans le « territoire temporairement occupé » du Donbass où elle suit les combats du point de vue des forces armées russes. Elle s'autoproclame « reporter de guerre » et affirme être une « journaliste de la paix » et lutter « contre l'injustice ». 
En 2023, un film documentaire en trois parties, intitulé The Princess of Disinformation – Alina Lipp und Putins Krieg, est produit par la ZDF et diffusé à la télévision allemande. 
En avril 2024, alors qu'elle publie habituellement des messages régulièrement, elle annonce prendre de courtes vacances. Une semaine après, le site d'informations watson.ch s'étonne de l'absence de nouvelles de sa part. Ils relient cette absence d'informations à la « disparition d'autres blogueurs de guerre », comme Russell Bentley, combattant et blogueur prorusse retrouvé mort le 19 avril 2024 et dont elle était proche.

## Désinformation et relais de la propagande du Kremlin
Se présentant comme une « reporter indépendante qui résiste aux récits des médias occidentaux », Alina Lipp participe à relayer la propagande du régime russe sur l'invasion de l'Ukraine. Elle nie l'existence du massacre de Boutcha, commis par la Russie en mars 2022, décrit les forces armées ukrainiennes comme des nazis et accuse le gouvernement de l'Ukraine de revendre des organes en Europe. Elle affirme que « soutenir l’Ukraine revient à soutenir le nazisme » et accuse l'Ukraine de mener, notamment à Marioupol, des crimes sous fausse bannière, allégations démenties par des médias français. Dans ses posts, elle soutient ouvertement la guerre menée par le régime de Vladimir Poutine, qu'elle désigne, selon la terminologie du Kremlin, comme une « opération militaire spéciale ». Elle décrit également l'Allemagne sous un jour négatif pour susciter l'adhésion à la politique russe.
Elle reprend également de fausses informations à destination de l'Allemagne, notamment concernant l'immigration.
Alina Lipp, aux côtés d'autres propagandistes pro-Kremlin, participe au « Tribunal public international pour l’Ukraine », organe russe ayant officiellement pour objectif de « collecter des données et prouver la commission de crimes de guerre par le régime de Kiev », mais qui en réalité, est un exercice de propagande visant « à détourner l’attention des nombreuses preuves de crimes de guerre commis par les forces russes » et participe aux opérations de désinformation en faveur du Kremlin. Elle rencontre à deux reprises au moins la porte-parole russe Maria Zakharova, en septembre 2021 et mars 2022.
Elle compte 200 000 abonnés sur les réseaux sociaux, plateformes qu'elle utilise pour diffuser la propagande du Kremlin, en particulier Telegram (180 000 abonnés). Elle y apparaît fréquemment en compagnie de Russell Bentley. Elle est également employée par Rossia Segodnia.